# エルダ (小惑星)
エルダ (894 Erda) は小惑星帯にある小惑星。マックス・ヴォルフがハイデルベルクのケーニッヒシュトゥール天文台で発見した。
北欧神話の大地の女神ヨルズ (Jörð) に因んで名付けられた。